# Euloxia
Euloxia is een geslacht van vlinders van de familie spanners (Geometridae), uit de onderfamilie Geometrinae.

## Soorten
- E. argocnemis Meyrick, 1888
- E. beryllina Meyrick, 1888
- E. fugitivaria Guenée, 1857
- E. hypsithrona Meyrick, 1888
- E. isadelpha Turner, 1910
- E. leucochorda Meyrick, 1888
- E. meandraria Guenée, 1857
- E. meracula Turner, 1942
- E. ochthaula Meyrick, 1888
- E. pyropa Meyrick, 1888